# 福島県道319号穴原十綱線
福島県道319号穴原十綱線（ふくしまけんどう319ごう あなばらとつなせん）は、福島県福島市にある一般県道である。

## 概要
- 始点：福島市飯坂町湯野字作道
- 終点：福島市飯坂町字十綱町
- 総延長：2.404㎞[1]
  - 実延長：2.362km
- 路線認定年月日：1959年8月31日[2]

一級水系阿武隈川水系摺上川の右岸に沿い、穴原温泉、飯坂温泉の温泉街を貫く。飯坂温泉中心部では上り方向の一方通行の隘路となる。

### 道路施設
奥十綱橋
- 全長：70m
- 幅員：7m
- 竣工：1959年[3]

飯坂町湯野字湯尻から飯坂町字北原に至り、一級水系阿武隈川水系摺上川を渡る。橋上は上下対向2車線で供用され、歩道は設置されていない。
赤川橋
- 全長：36m
- 幅員：5m
- 竣工：1935年[3]

赤川橋歩道橋
- 全長：36.3m
- 幅員：1.5m
- 竣工：1975年

飯坂町字小滝から字釜場に至り、一級水系阿武隈川水系摺上川支流の赤川を渡る。橋上は上下対向1車線と大変狭く、橋北側の急カーブを含め信号機による車両の交互通行が行われている。後に整備された人道橋と併せ、高欄は改修され茶色に塗装され、鯖子湯を模したオブジェが設置されている。

## 通過市町村
- 福島県
  - 福島市

## 接続路線
- 国道399号（飯坂町湯野字作道 起点）
- 国道399号飯坂バイパス（飯坂町字中ノ内）
- 福島県道3号福島飯坂線（福島県道5号上名倉飯坂伊達線重用区間）（飯坂町十綱町（十綱橋西詰） 終点）

## 沿線
- 穴原温泉
- 東北電力穴原発電所
- 飯坂温泉
  - 飯坂ホテル聚楽
  - 波来湯
- 福島交通飯坂線飯坂温泉駅